# Григорий Византийски
Григорий (на гръцки: Γρηγόριος, Григориос) е гръцки духовник, струмишки (1818 - 1830) и одрински митрополит (1830 - 1840) на Вселенската патриаршия.

## Биография
Роден е около 1785 година в Цариград, Османската империя, заради което носи прякора Византийски (Βυζάντιος, Византиос). Ръкоположен е за дякон и архидякон от Кирил Одрински (1811-1813), на когото е вели архидяков. Когато Кирил става вселенски патриарх, Григорий продължава да служи като велик архидякон на Вселенската патриаршия до август 1818 година. След смъртта на Ананий Струмишки, Радовишки и Тиквешки (Στρωμνίτσης, Pαντοβίστας και Tίκβες), патриарх Кирил VI Константинополски и Светият синод избират на негово място Григорий. Назначението му е одобрено с берат след плащането на 13500 аспри на хазната. Бератът споменава правата на митрополита, духовни и административни, над духовенството и миряните в епархията му и разпорежда на държавните служители да не пречат на митрополита да изпълнява задълженията си, а да му помагат, когато поиска помощ.
През май 1830 година е прехвърлен в Одринската епархия, където остава до 1840 година. На 24 юни 1840 година е принуден да подаде оставка от властите. Оттегля се във Ватопедския манастир, където умира на 7 ноември 1860 година.